# Esquerda Unida
Esquerda Unida-Izquierda Unida (EU-IU) és la federació gallega del partit polític Izquierda Unida. En l'actualitat té cinc diputats al parlament gallec, dins la coalició Alternativa Galega d'Esquerdas, i compta amb regidors arreu de Galícia (Cambre, Fene, Ferrol, Mugardos, Neda, Viveiro, Vilagarcía de Arousa, O Grove…).

## Història
Es va formar el 1986, a la calor de les mobilitzacions contra la permanència d'Espanya a l'OTAN, com a coalició electoral formada pel Partit Comunista de Galícia (PCG, branca gallega del PCE), les federacions gallegues del PASOC i d'Izquierda Republicana, Partit Comunista del Poble Gallec (PCPG, branca gallega del Partit Comunista dels Pobles d'Espanya) i independents. En 1989 es va transformar en un moviment polític i social.
El seu primer Coordinador General va ser Anxo Guerreiro. En 1995 es va produir la incorporació d'Esquerda Galega, antic PSG-EG, amb qui havien format coalició en les eleccions generals i autonòmiques de 1993. Aquest any, va aconseguir els seus millors resultats electorals en les eleccions municipals, arribant a obtenir tres regidors a Lugo i Ferrol. En 1997 una part de l'organització, encapçalada pel coordinador General, Anxo Guerreiro (que va rebre suport a nivell nacional pel Partit Democràtic de la Nova Esquerra), contra la decisió adoptada en la conferència nacional, va decidir coalitzar-se amb el PSdeG-PSOE a les eleccions autonòmiques. Una part de l'organització, encapçalada pel regidor de Lugo Carlos Dafonte i pel secretari General del PCG Manuel Peña-Rey van celebrar una assemblea en la qual van decidir mantenir la relació amb Izquierda Unida a nivell federal i concórrer a les eleccions autonòmiques com Izquierda Unida (la junta electoral va impedir l'ús del nom Esquerda Unida), escollint Manuel Peña-Rey com a Coordinador General. Posteriorment, el grup que va decidir aliar-se amb el PSdeG-PSOE, es va transformar en Esquerda de Galícia i els tribunals li van concedir finalment a la federació gallega d'IU l'ús del nom Esquerda Unida.
Avui dia, Esquerda de Galícia ja no existeix i s'ha produït la reintegració de molts membres d'aquesta organització a EU-IU. En l'Assemblea Nacional de 2000 va ser escollit Coordinador General Carlos Dafonte, Secretari General del PCG, que va dimitir en 2001. En l'Assemblea Nacional de l'organització en 2003, va ser nomenada coordinadora nacional d'EU-IU la regidora de Mugardos Pilar Díaz, que després d'un any va presentar també la seva dimissió, forçada per la falta de suport de qui la van acompanyar en la seva candidatura. Després d'això, es va fer càrrec de l'organització una comissió gestora, encarregada de dur l'organització a una nova assemblea de conjuntura que va tenir lloc en 2005 i en el qual va ser triada coordinadora nacional la regidora ferrolana Yolanda Díaz. A pesar de l'escassa i irregular presència d'Esquerda Unida a Galícia, manté una forta implantació en les comarques de Ferrolterra i Arousa, on es concentren la major part dels vots i regidors de l'organització.
A les eleccions generals de 2004 va obtenir 31.908 vots (1,74%). A les eleccions autonòmiques de 2005 la candidatura encapçalada per Yolanda Díaz va aconseguir uns 12.000 vots (0,8%), sent la quarta força política de Galícia. A les eleccions municipals de 2007, EU-IU va obtenir 22.592 vots (1,47%) i 14 regidors(una millora enfront de l'1,17% i els onze regidors aconseguits en 2003), amb bons resultats en Ferrol (on la llista encapçalada per la coordinadora general va obtenir quatre regidors) i Vilagarcía de Arousa, amb tres. En la primera localitat, van accedir l'equip de govern municipal presidit pel socialista, Vicente Irisarri.

## Coordinadors Generals
- 1986-1997: Anxo Guerreiro
- 1997-2000: Manuel Peña-Rey
- 2000-2001: Carlos Dafonte
- 2003-2004: Pilar Díaz
- 2004-2005: Comissió Gestora
- Des de 2005: Yolanda Díaz

## Resultats electorals
| Eleccions al Congrés dels Diputats Resultats d'Esquerda Unida | Eleccions al Congrés dels Diputats Resultats d'Esquerda Unida | Eleccions al Congrés dels Diputats Resultats d'Esquerda Unida | Eleccions al Congrés dels Diputats Resultats d'Esquerda Unida | Eleccions al Congrés dels Diputats Resultats d'Esquerda Unida |
| Eleccions                                                     | Denominació                                                   | Vots                                                          | Prrcentatge                                                   | Escons                                                        |
| ------------------------------------------------------------- | ------------------------------------------------------------- | ------------------------------------------------------------- | ------------------------------------------------------------- | ------------------------------------------------------------- |
| Eleccions generals de 1986                                    | Plataforma Galeguista e de Esquerda Unida                     | 14.614                                                        | 1,14%                                                         | 0                                                             |
| Eleccions generals de 1989                                    | Esquerda Unida                                                | 43.645                                                        | 3,28%                                                         | 0                                                             |
| Eleccions generals de 1993                                    | Esquerda Unida - Unidade Galega                               | 74.605                                                        | 4,71%                                                         | 0                                                             |
| Eleccions generals de 1996                                    | Esquerda Unida - Esquerda Galega                              | 62.253                                                        | 3,63%                                                         | 0                                                             |
| Eleccions generals de 2000                                    | Esquerda Unida - Izquierda Unida                              | 21.127                                                        | 1,28%                                                         | 0                                                             |
| Eleccions generals de 2004                                    | Esquerda Unida - Izquierda Unida                              | 31.908                                                        | 1,74%                                                         | 0                                                             |
| Eleccions generals de 2008                                    | Esquerda Unida - Izquierda Unida - Alternativa                | 25.308                                                        | 1,37%                                                         | 0                                                             |
| Eleccions generals de 2011                                    | Esquerda Unida - Os Verdes                                    | 67.182                                                        | 4,12%                                                         | 0                                                             |

| Eleccions al Parlament de Galícia Resultats d'Esquerda Unida | Eleccions al Parlament de Galícia Resultats d'Esquerda Unida | Eleccions al Parlament de Galícia Resultats d'Esquerda Unida | Eleccions al Parlament de Galícia Resultats d'Esquerda Unida | Eleccions al Parlament de Galícia Resultats d'Esquerda Unida | Eleccions al Parlament de Galícia Resultats d'Esquerda Unida |
| Eleccions                                                    | Denominació                                                  | Candidat                                                     | Vots                                                         | Percentatge                                                  | Escons                                                       |
| ------------------------------------------------------------ | ------------------------------------------------------------ | ------------------------------------------------------------ | ------------------------------------------------------------ | ------------------------------------------------------------ | ------------------------------------------------------------ |
| Eleccions autonòmiques de 1989                               | Esquerda Unida (EU-IU)                                       | Anxo Guerreiro                                               | 19.774                                                       | 1,49%                                                        | 0                                                            |
| Eleccions autonòmiques de 1993                               | Esquerda Unida - Unidade Galega                              | Camilo Nogueira Román                                        | 44.902                                                       | 3,09%                                                        | 0                                                            |
| Eleccions autonòmiques de 1997                               | Izquierda Unida a                                            | Manuel Peña-Rey                                              | 13.964                                                       | 0,88%                                                        | 0                                                            |
| Eleccions autonòmiques de 2001                               | Esquerda Unida - Izquierda Unida                             | Carlos Dafonte                                               | 10.431                                                       | 0,68%                                                        | 0                                                            |
| Eleccions autonòmiques de 2005                               | Esquerda Unida - Izquierda Unida                             | Yolanda Díaz                                                 | 12.418                                                       | 0,74%                                                        | 0                                                            |
| Eleccions autonòmiques de 2009                               | Esquerda Unida - Izquierda Unida                             | Yolanda Díaz                                                 | 16.441                                                       | 0,99%                                                        | 0                                                            |
| Eleccions autonòmiques de 2012                               | Alternativa Galega de Esquerda b                             | Xosé Manuel Beiras (Anova)                                   | 200.101                                                      | 13,99                                                        | 5 (de 9)                                                     |